# アンティル諸島

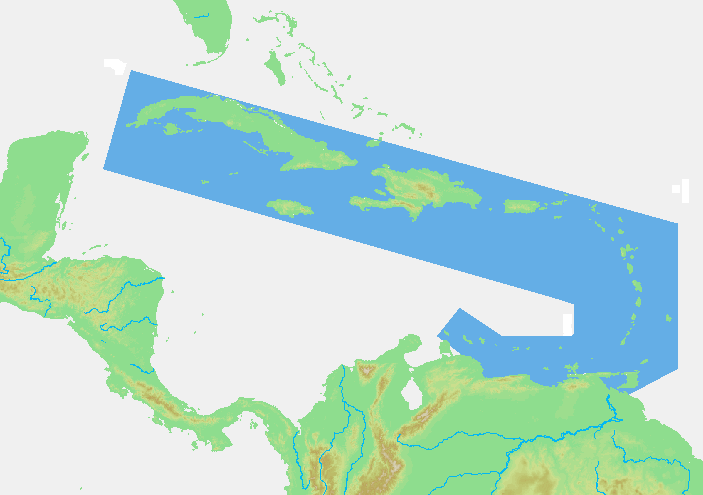
アンティル諸島

アンティル諸島（アンティルしょとう、英語・フランス語: Antilles、スペイン語: Antillas、オランダ語: Antillen）は、中央アメリカに位置し、西インド諸島の主要部を構成する諸島。フロリダ南方から南米大陸近海まで3200キロメートルにわたり伸び、カリブ海を大西洋・メキシコ湾から分けている。

## 名称
アンティルはアンティリア (Antilia) の複数形で、ヨーロッパ中世の地図に描かれた空想上の列島である。カナリア諸島とアジアの間にあるとされた。Antilia は古いラテン語の ante（前）と insula（島）の合成語で、「（アジアの）前の島」という意味である。
いくつかの言語ではカリブ海のことを「アンティル海 (Sea of the Antilles)」とも呼ぶ。

## 地理

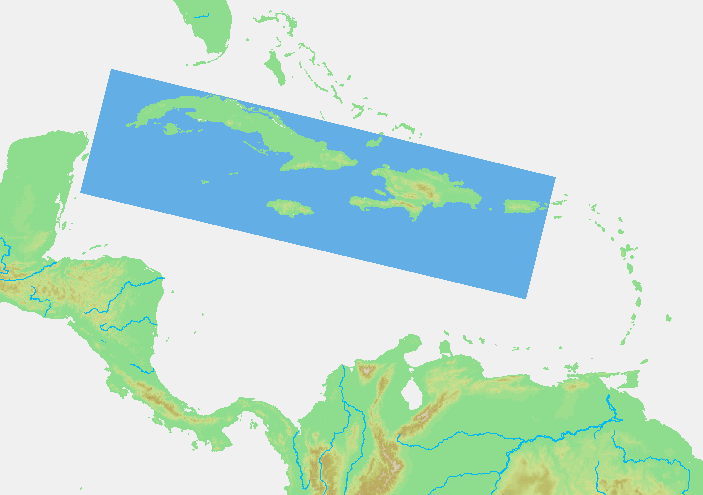
大アンティル諸島

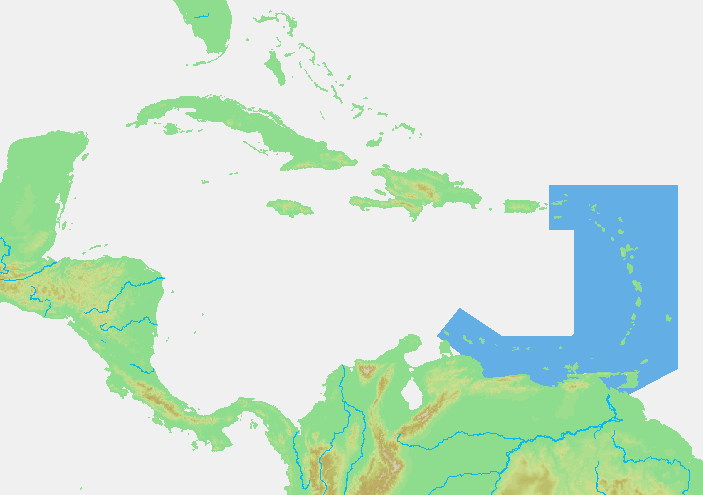
小アンティル諸島

バハマ諸島などと共に西インド諸島（カリブ諸島）を構成する。
アンティル諸島は、西北部の大きな島々からなる大アンティル諸島 (Greater Antilles) と、東南部の小さな島々からなる小アンティル諸島 (Lesser Antilles) に区分される。小アンティル諸島はさらにリーワード諸島 (Leeward Islands) とウィンドワード諸島 (Windward Islands) に区分される。ウィンドワード、リーワードとはそれぞれ英語で風上・風下という意味であるが、英語圏とその他の欧米言語圏では「風上」「風下」について指す範囲が異なるため注意が必要である。
大航海時代以降、大アンティル諸島はスペイン、小アンティル諸島はオランダやフランス、イギリスに征服された。その後彼らの持ち込んだ疫病により先住民は絶滅したため、今の住民は入植者とその奴隷、移民の子孫である。

## 国と地域
北西端から時計回りに述べる。

### 大アンティル諸島
- キューバ共和国
- ケイマン諸島（イギリス領）
- ジャマイカ
- ナヴァッサ島（アメリカ領、ハイチが島の領有を主張している）
- ハイチ共和国 - イスパニョーラ島西部
- ドミニカ共和国 - イスパニョーラ島東部
- プエルトリコ自由連合州（アメリカ領）

### 小アンティル諸島
- リーワード諸島
  - アメリカ領バージン諸島 - ヴァージン諸島南西部
  - イギリス領バージン諸島 - ヴァージン諸島北東部
  - アンギラ（イギリス領）
  - セント・マーチン島
    - サン・マルタン（フランス領アンティル）
    - シント・マールテン（オランダ自治領）

  - サン・バルテルミー島（フランス領アンティルに属する）
  - サバ島（オランダ領BES諸島）
  - シント・ユースタティウス島（オランダ領BES諸島）
  - セントクリストファー・ネイビス - セントクリストファー島、ネイビス島
  - アンティグア・バーブーダ - アンティグア島、バーブーダ島、レドンダ島
  - モントセラト（イギリス領）
- ウィンドワード諸島
  - グアドループ（フランス領アンティルに属する）
  - ドミニカ国
  - マルティニーク（フランス領アンティルに属する）
  - セントルシア
  - バルバドス
  - セントビンセント・グレナディーン - セントビンセント島、グレナディーン諸島
  - グレナダ
  - トリニダード・トバゴ共和国 - トリニダード島、トバゴ島
- リーワード・アンティル諸島
  - ベネズエラ連邦保護領 - マルガリータ島、アベス島など
  - キュラソー（オランダ自治領）
  - ボネール島（オランダ領BES諸島）
  - アルバ（オランダ自治領）